# Renato Risaliti
Renato Risaliti (Agliana, 20 maggio 1935 – Pistoia, 16 settembre 2020) è stato uno storico, scrittore e docente italiano, considerato uno dei maggiori storici e conoscitori della Russia moderna.

## Biografia
Nato in una famiglia operaia nella frazione San Michele del comune di Agliana, ricevette una educazione cattolica e nella sua prima adolescenza fece parte di un gruppo di aspiranti di Azione Cattolica i cui ideali politico-religiosi si muovevano entro l'ambito della dottrina sociale della chiesa ispirata alla “Rerum Novarum”. Animatore del gruppo era l’allora curato di San Michele, don Ferruccio Bianchi, un prete antifascista e carismatico. Pochi anni dopo, l’orizzonte di questi ideali apparve angusto e insufficiente al giovane Risaliti che, terminate le scuole superiori, decise di iscriversi al P.C.I.
Amante da sempre del sapere, aveva frattanto maturato una spiccata inclinazione verso gli studi storico letterari riguardanti l'Europa dell'est e, in particolare, la Russia. Tramite l'Associazione Italia Russia gli si aprì la possibilità di iscriversi alla facoltà di storia dell'"Università Statale di Mosca" presso la quale studiò dal 1955 al 1961 laureandosi in storia della Russia nei secoli XVIII e XIX. Occasionalmente lavorava anche come speaker di "Radio Mosca". Conobbe gli accademici B. A. Rybakov, L. V. Tcherepnin, I. D. Kovalchenko, così come N. E. Zastenker, V. V. Samarkin. Fin dagli anni post-laurea è stato amico di Nella Pavlovna Komolova. Dopo un periodo nella Germania dell'Est, ritornò in Italia iscrivendosi alla sezione "Studi orientali" dell'"Università di Napoli" e laureandosi in storia dell'Europa orientale. Dall'inizio degli anni '70 insegnò letteratura e storia della Russia nelle università di Pisa e di Firenze.                                                                                                                                                                                                                                                                                                                                                                                                                                                                                                                                                                                                                                                                                                                                                                                                                                                                                                                                                                                                                                            
Fu sindaco di Agliana dal 1975 al 1980 e diede un importante impulso alla vita cult o dei servizi. Nel corso di tutta la sua vita scrisse saggi storici, saggi letterari e biografie; collaborò con giornali e riviste. I suoi saggi erano sempre frutto di lunghe e minuziose ricerche. Viaggiatore, raccolse una biblioteca di oltre ventimila volumi di libri sulla storia e la letteratura della Russia.  Tornò spesso in URSS e in Russia. Conobbe gli accademici B. A. Rybakov, L. V. Tcherepnin, I. D. Kovalchenko, così come N. E. Zastenker, V. V. Samarkin. Fin dagli anni del post-laurea è stato amico di Nella Pavlovna Komolova. Un tempo era amico di Vittorio Strada. Al tempo del regime sovietico, volendo consultare una rara edizione delle opere di Puškin, si recò a Mosca, a sue spese, per ben tre volte ma sempre la censura gli negò il permesso.
Morì stroncato da un improvviso malore nella sua casa di Pistoia all'età di 85 anni. Uno dei suoi ultimi scritti era stata la recensione del libro “La scomunica – cattolici e comunisti in Italia” scritto dal suo amico e compaesano il sociologo Arnaldo Nesti, compagno di molte conferenze storico-sociologiche preparate e vissute insieme.
Il 15 ottobre 2021 una biblioteca contenente l'archivio di Renato Risaliti è stata aperta ad Avigliano. L'archivio è stato donato dalla famiglia.

## Fonti
1. 1 2   Renato Risaliti, Storie aglianesi, Pistoia, Ediz. Tracce di Comunità, 2011,  p. 27.
2. 1 2   Il prof. Renato Risaliti ci ha lasciato, su Istituto Storico della Resistenza di Pistoia, 17 settembre 2020. URL consultato il 20 gennaio 2024.
3. ↑  Risaliti 2011, p. 13
4. ↑  Risaliti 2011, p. 117
5. ↑  "Addio a Renato Risaliti, studioso della Russia e della lotta partigiana", Corriere della Sera, 18 settembre 2020
6. ↑   Renato Risaliti recensione al libro scritto da Arnaldo Nesti La scomunica, su Arteventi News. URL consultato il 29 gennaio 2024.
7. ↑   Nasce l'archivio del professor Risaliti, in La Nazione, 16 ottobre 2021. URL consultato il 2 giugno 2025.

## Opere

### Saggi storici
- Antifascismo e Resistenza nel pistoiese, Pistoia, Editore Tellini, 1975.
- Storia problematica della Russia, 11 voll., Firenze, Editore Toscana nuova, date varie.,
- I russi a Firenze, Ferdinando Brancato, 1992.,
- I Demidov, l’attività politica ed economica dei Demidov in Firenze e Toscana, Firenze, Olschki editore, 1995.,
- Intellettuali pistoiesi nell’Impero russo; (Russia, Lituania, Polonia), Firenze, Editore Toscana nuova, 2008.,
- Russia e Toscana nel Risorgimento, 2 voll., Pistoia, Editore Tellini, 1975.,

### Saggi storico letterari
- M.A. Bulgakov, Pisa, Lito Offset Felici, 1972.
- Storia del teatro russo, Firenze, Edit. Toscana Nuova, 1989.

### Biografie
- Licio Gelli a carte scoperte, biografia, Firenze, Ferdinando Brancato Editore, 1991.
- Don Giuliano Mazzei, la vita e le opere, Prato, Omnia Minima Editrice Srl, 2000ISBN=.

### Curatele
- Lev Il’ic Mecnikov, Toskana, a cura di Renato Risaliti, Moncalieri, C.I.R.V.I. Centro Universale Ricerche sul Viaggio in Italia, 2000.

### Saggi vari
- Storie aglianesi, Pistoia, Ediz. Tracce di Comunità, 2011,  p. 27.
- Zibaldone moscovita, Moncalieri, Editore C.I.R.V.I, 2013.